# Lindholm Kirke
Lindholm Kirke ligger for foden af Lindholm Højes syd-vestlige grænseområde som et landemærke i det gamle Lindholm i Nørresundby. Kirkebygningen ligger på Thistedvej, og kirken udgør sammen med områdets øvrige bebyggelser en helhed, hvor det gennemgående byggemateriale er røde teglsten. Kirken ligger i umiddelbar tilknytning til Lindholm Å og dens tilhørende grønne område, som falder i forlængelse af det rekreative område, Fjordparken ud mod Limfjorden. Fra Lindholm Kirkegård bevares for stedse udsigten til det dominerende og iøjnefaldende bakkedrag Lindholm Høje – en vikingegravplads fra den yngre Jernalder.
Lindholm Kirke tjener som kirke for menigheden i Lindholm Sogn og hører under Aalborg Nordre Provsti i Aalborg Stift. I sognet ligger også Løvvangens Kirkecenter, som man anvender i samme omfang som Lindholm Kirke til afholdelse af de faste højmesser og festdage. Formelt set er Lindholm Kirke dog sognes eneste kirke.
Lindholm Kirke blev opført i 1933-34 og indviet 23. september 1934. Midlerne til opførelsen tilvejebragtes i væsentligt omfang af en af den tids mest markante virksomheder i Lindholm og Nørresundby, Dansk Andels Cementfabrik  som på sin ordinære generalforsamling den 30. maj 1931 (se forhandlingsprotokol - referat) besluttede at yde et kontant tilskud på kr. 50.000. Der ud over havde fabrikken lovet at stille et areal til såvel kirkebygningen som kirkegården til rådighed uden beregning, så det samlede tilskudsbeløb androg således godt kr. 85.000 eller ca, 50% af byggeomkostningerne - resten betaltes af staten.  Samtlige medarbejdere på fabrikken bidrog over lønnen som "menighedsindsamling" med et beløb trukket over lønnen. Lønfradraget var 10 øre pr medarbejder pr. uge i 1963, af en ugeløn på kr. 360,- Ordningen fortsatte til midten af 1970-erne da produktionen ophørte.
Kirkebygningen er tegnet af arkitekterne Posselt og Simonsen, Randers, med forbillede i sengotiske landsbykirker. Den består af Kor (kirkedel), Kirkeskib (bygningsdel) og kirketårn, alt med takkede blændingsgavle. Det indre loft har fire fag krydshvælv, og under bygningen er der en krypt, der fungerer som samlingssal.
Kirken fremstår gennemført i rødt tegl, men er opført i massiv beton for så vidt angår både vægge og loft. Vinduesrammer og døre er af massiv egetræ, og ruderne er blyindfattet, flerfarvet glas.
Det nagelfaste interiør i kirken er klassisk for perioden og er udført i egetræ.

## Alter
Alterets paramenter, stolene i koret og knæfaldet fremstår i liturgisk rød.
Kirkens trefløjede altertavle, Opstandelsen, er udført af Axel Hou i 1935 og er omgivet af en rigt udskåren egetræsramme, skænket af kirkens første værge, mølleejer Christensen og hustru.
De til alteret hørende alterstager er udført i barokform og er blevet foræret kirken af entreprenør Holger Cordes og hustru i 1934.
Antependiet (Se Antependium) er i dyb, liturgisk rød og er udført i fløjl. Alteret beklædes endvidere af en alterdug, som er skænket kirken i 2012.

## Døbefont
Døbefonten er af granit og er skænket af direktør Rygaard og hustru. Han skænkede endvidere kirken et dåbsfad med tilhørende dåbskande, som begge er af hamret sølv.
Lindholm Kirke udtager sig harmonisk og stilfuldendt i sit udtryk og fremtoning. Farvevalget svinger mellem bløde, blålige nuancer, hvid og liturgisk rød.
Kirken har til huse på Thistedvej 111; 9400 Nørresundby.

## Kirkegård
Lindholm Kirkegård en almindelig, provinsiel kirkegård, hvor gravstederne er placeret rundt om kirken. Lindholm Kirke og kirkegården udgør derfor en arkitektonisk helhed.
Sognet har tidligere rådet over to kirkegårde, idet Lindholm sammen med Hvorup Sogn drev Centralkirkegården. Dette samarbejdsprojekt er imidlertid ophørt, da man på kirkegården ved Lindholm Kirke råder over et tilstrækkeligt antal gravpladser i forhold til efterspørgslen i sognet.
Kirkegården har løbende fået ny flisebelægning, ligesom man for få år siden fik installeret et minimalistisk springvand i det østlige hjørne. Kirken og kirkegården er omkranset af en rød murstensmur, men på selve kirkegården findes kun levende hegn, som understøttes af en mangeartet blomsterflora. Grundet kirkegårdens placering mod henholdsvis åbent land, skov, vandløb og fjord findes et mangfoldigt fugleliv.
Lindholm Kirkegård er et æstetisk sammenhængende og landskabsmæssigt helstøbt anlæg, der er placeret i et af Nørresundbys mest naturskønne områder. Kirkegården ligger i et bælte, som strækker sig fra yderområdet af den historiske vikingegravplads Lindholm Høje mod nord; Kirken, Fjordparken og Limfjorden mod syd; Lindholm Å og Haveforeningen Aablink mod nord-vest og bybebyggelsen i Lindholm mod syd-øst.
Fra selve kirkegården skal der for stedse være fuld udsigt mod Lindholm Høje, jf. kommuneplanen 2.4.O3 for Lindholm Kirke, ligesom kirken og kirkegården som helhed skal bevares med sin fremtrædende placering i bybilledet og i respekt for den rekreative værdi.

## Eksterne kilder og henvisninger
- Lindholm Kirke hos KortTilKirken.dk

|  | Denne artikel om en kirke kan blive bedre, hvis der indsættes et (bedre) billede. Du kan hjælpe ved at afsøge Wikimedia Commons for et passende billede eller uploade et godt billede til Wikimedia Commons iht. de tilladte licenser og indsætte det i artiklen. |